# San Sebastián de las Catacumbas (título cardenalicio)
San Sebastián de las Catacumbas (italiano, San Sebastiano alle Catacombe; latín, Sancti Sebastiani ad Catacumbas) es un título cardenalicio de tipo presbiterial. Fue establecido el 30 de diciembre de 1960 por el papa Juan XXIII con la constitución apostólica Consueverunt.
El título está asociado a la Basílica de San Sebastián de las Catacumbas (o San Sebastián Extramuros), en Roma. Originaria del siglo IV, esta iglesia fue reconstruida por orden del cardenal Scipione Caffarelli Borghese en el siglo XVII y ejecutada primero por Flaminio Ponzio y después por Giovanni Vasanzio.
Su actual titular es Lluís Martínez i Sistach, Arzobispo emérito de Barcelona, nombrado cardenal por Benedicto XVI el 24 de noviembre de 2007.

## Titulares
- Ildebrando Antoniutti (24 de mayo de 1962 - 13 de septiembre de 1973).
- Sebastiano Baggio (21 de diciembre de 1973 - 12 de diciembre de 1974).
- Johannes Gerardus Maria Willebrands (6 de diciembre de 1975 - 2 de agosto de 2006).
- Lluís Martínez i Sistach (24 de noviembre de 2007 - ).